# Каламондин
Каламонди́н, также цитрофортуне́лла или калама́нси (×Citrofortunella microcarpa) принадлежит к семейству рутовых; его родина — Юго-Восточная Азия.
Это быстрорастущее и хорошо ветвящееся вечнозеленое деревце-гибрид мандаринового дерева с кумкватом (фортунеллой). Оно может вырастать до 5 метров в родной среде и до 2 метров в горшке.
Вечнозелёное компактное растение с мелкими глянцевыми, темно-зелёными листьями с приятным запахом. Цветы белые, очень ароматные. Плоды мелкие, похожи на маленькие мандарины, с тонкой оранжевой ароматной кожурой.
Растение декоративное, обильно цветёт и плодоносит, хорошо растёт в домашних условиях. Одинаково хорошо переносит как прохладную зимовку, так и более тёплое содержание. Для роста и цветения нуждается в хорошем освещении, с притенением от прямых солнечных лучей. Полив обильный, без переувлажнения, с периодическими подкормками. На лето растение можно выносить на балкон. Во время весенней пересадки желательно подрезать ветки для придания растению пышной формы.
Каламондин выглядит особенно красиво, когда на нём одновременно появляются плоды и распускаются цветки.